# Los Llazos

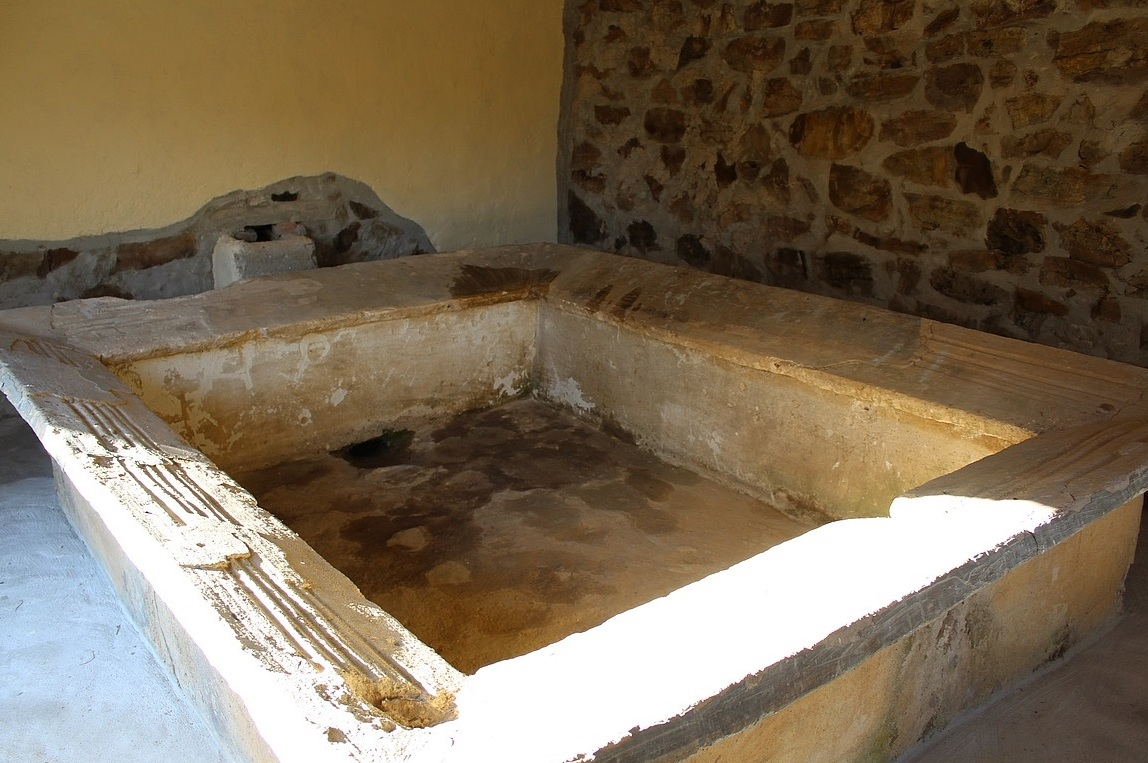
Lavadero

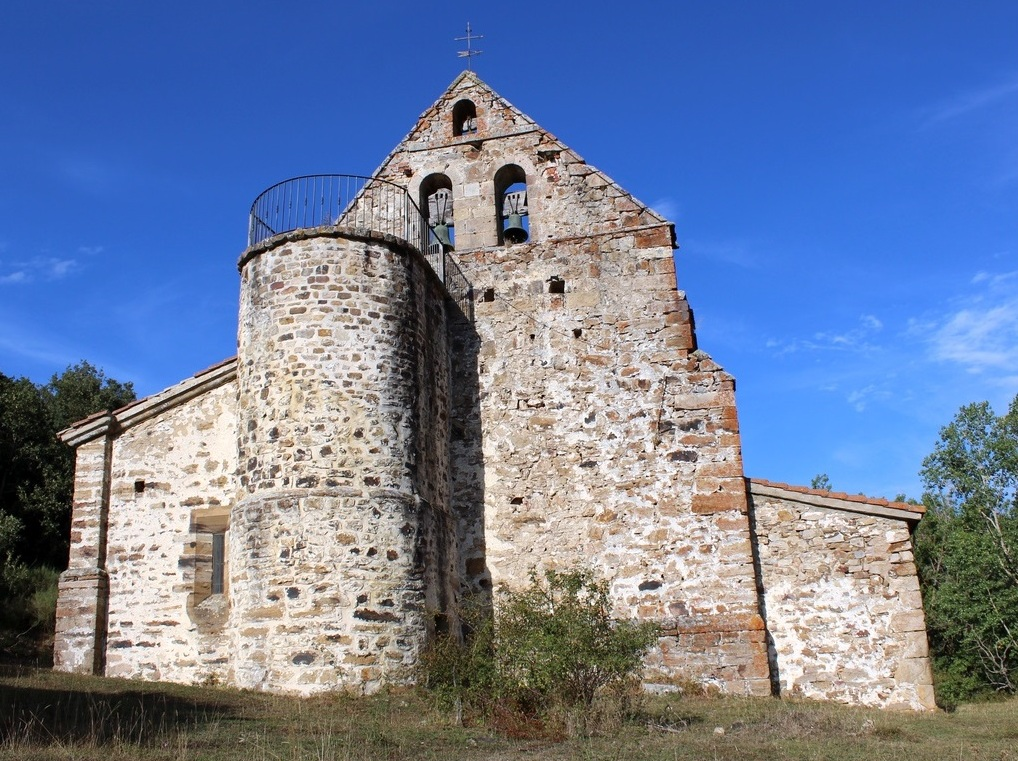
Iglesia de San Martín de Tours

Los Llazos es una localidad y un pedanía del municipio de La Pernía (provincia de Palencia, Castilla y León, España). Está a una distancia de 3,7 km de San Salvador de Cantamuda, la capital municipal, en la comarca de la Montaña Palentina, y al sur de la Sierra de Híjar.

## Demografía
Evolución de la población en el siglo XXI
| Gráfica de evolución demográfica de Los Llazos entre 2000 y 2020   |
|                                                                    |
| Población de derecho (2000-2020) según el padrón municipal del INE |

## Patrimonio
- Iglesia de San Martín de Tours.
- Localidad situada dentro del parque natural Montaña Palentina

## Historia
A la caída del Antiguo Régimen la localidad se constituye en municipio constitucional, entonces denominado Lazos y Tremaya, que en el censo de 1842 contaba con 20 hogares y 108 vecinos, para posteriormente integrarse en Redondo-Areños.